# Johannishütte
Die Johannishütte in der Venedigergruppe ist eine Alpenvereinshütte der Sektion Oberland des Deutschen Alpenvereins und liegt im Hinterbichler Dorfertal auf einer Höhe von 2121 m ü. A. südlich des Großvenedigers in Osttirol (Österreich).

## Geschichte
Die Johannishütte ist 1858 auf Anregung des Geoplasten Franz Keil aus Spenden, insbesondere von Erzherzog Johann von Österreich, von Bartholomä Steiner erbaut worden. Anteil an der Errichtung dieser Hütte hatte auch der Geograph Friedrich Simony aus Wien. Als Namenspatron galt der Förderer des Hüttenbaus, Erzherzog Johann.
1870 erwarb C.-A. von Steiner die Hütte. 1871 errichtete er an gleicher Stelle eine neue Hütte, die 1876 in den Besitz der Sektion Prag des DuOeAV überging.

## Anreise
- Aus Norden via Felbertauerntunnel – Hinterbichl, Wiesenkreuz über den Fahrweg (Parkplatz)
- Aus Süden via Lienz – Hinterbichl, Wiesenkreuz über den Fahrweg (Parkplatz)

## Aufstieg
- Von Hinterbichl 2 Stunden über Wandersteig und Gumpachkreuz zur Johannishütte
- Von Hinterbichl mit Hüttentaxi zur Johannishütte

## Touren von der Johannishütte
- Großvenediger (3657 m) Hochtour (4–5 Stunden)
- Rainerhorn, Kleinvenediger, Schwarze Wand, Hoher Zaun (Gletschertouren)
- Kreuzspitze (3164 m), Zopetspitze (3198 m), Tulpspitze (3054 m) (alle gletscherfrei)
- Klettersteig aufs Türml (2845 m) in 2½ Stunden
- Rund um die Johannishütte sind gute Bouldermöglichkeiten anzutreffen (Zustieg 10 min)

## Adlerweg
Die Hütte ist die erste Etappe am Adlerweg. Vom Ausgangspunkt Ströden sind es 13 km, 1430 hm bei einer Gehzeit von 6,5 Stunden über die Essener-Rostocker Hütte zur Johannishütte. Die folgende zweite Etappe führt auf einer Länge von 11 km und 1250 hm in 5 Stunden über die Sajathütte auf die Eisseehütte.
Die weiteren Etappen sind:
- Etappe 3: Bonn-Matreier Hütte 3,5 Stunden
- Etappe 4: Badener Hütte 5,0 Stunden
- Etappe 5: Matreier Tauernhaus 5,5 Stunden
- Etappe 6: Sudetendeutsche Hütte 4,0 Stunden
- Etappe 7: Kalser Tauernhaus 4,0 Stunden
- Etappe 8: Stüdlhütte 6,5 Stunden
- Etappe 9: Lucknerhaus 5,5 Stunden

## Übergänge zu anderen Hütten
- Defreggerhaus (2962 m): etwa 2½ Stunden auf felsigem, aber gletscherfreiem Steig.
- Kürsingerhütte (2549 m): ca. 5 Stunden über das Obersulzbachtörl, Gletscherbegehung!
- Sajathütte (2600 m): 2½ Stunden über den Felssteig durch die Sajatscharte.
- Eisseehütte im Timmeltal: 3 Stunden über die Zopetscharte. (Johannishütte–Zopetscharte–Timmeltal als Teilstück des Venediger Höhenwegs eingeweiht und eröffnet am 9. September 1979).[4]
- Essener-Rostocker Hütte: über das Türmljoch (2790 m) in 3–4 Stunden.
- Bonn-Matreier Hütte (2750 m): ca. 5 Stunden über Zopetscharte und Eisseehütte.

## Bilder

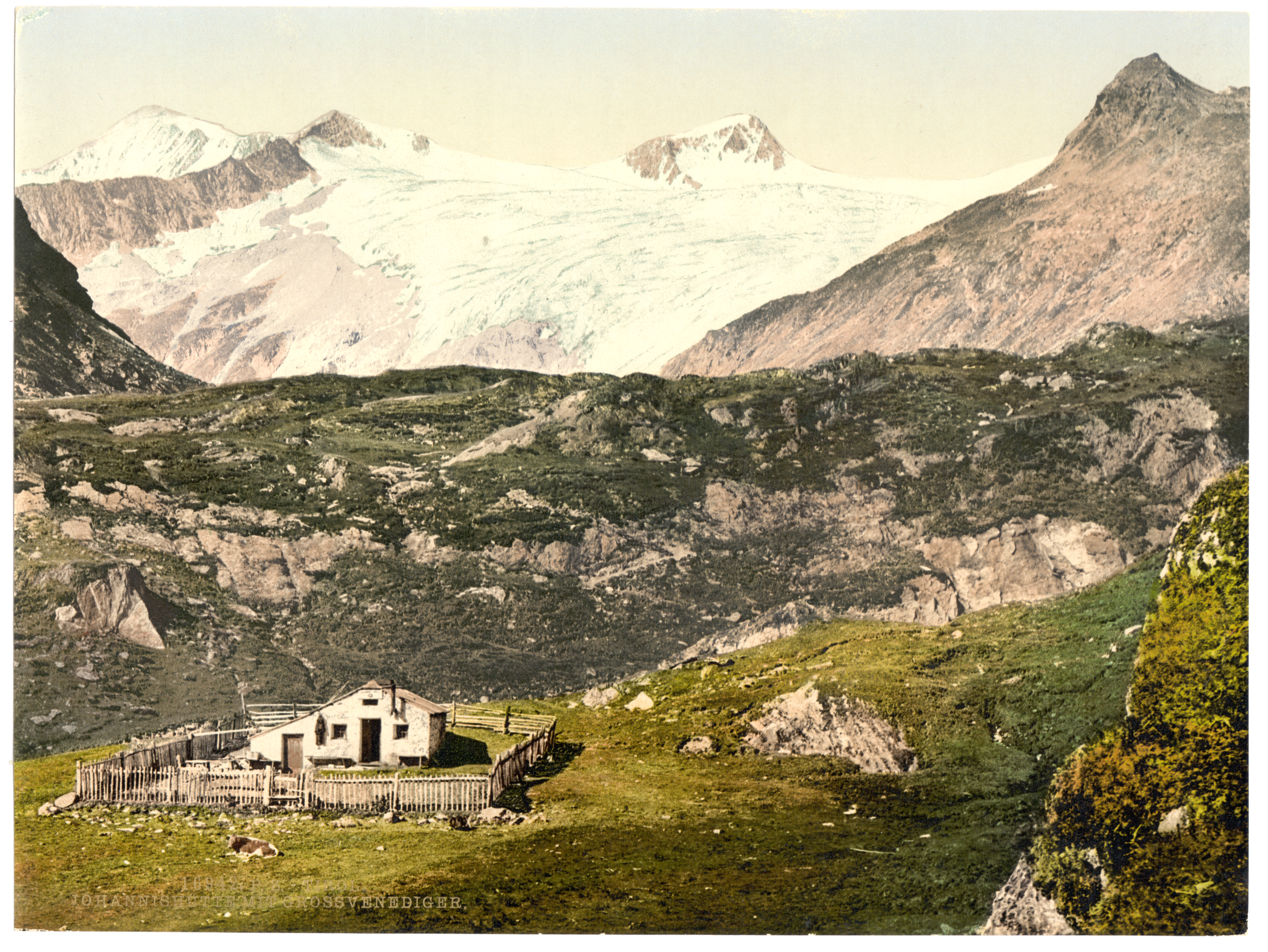
Die Johannishütte mit Großvenediger um 1900
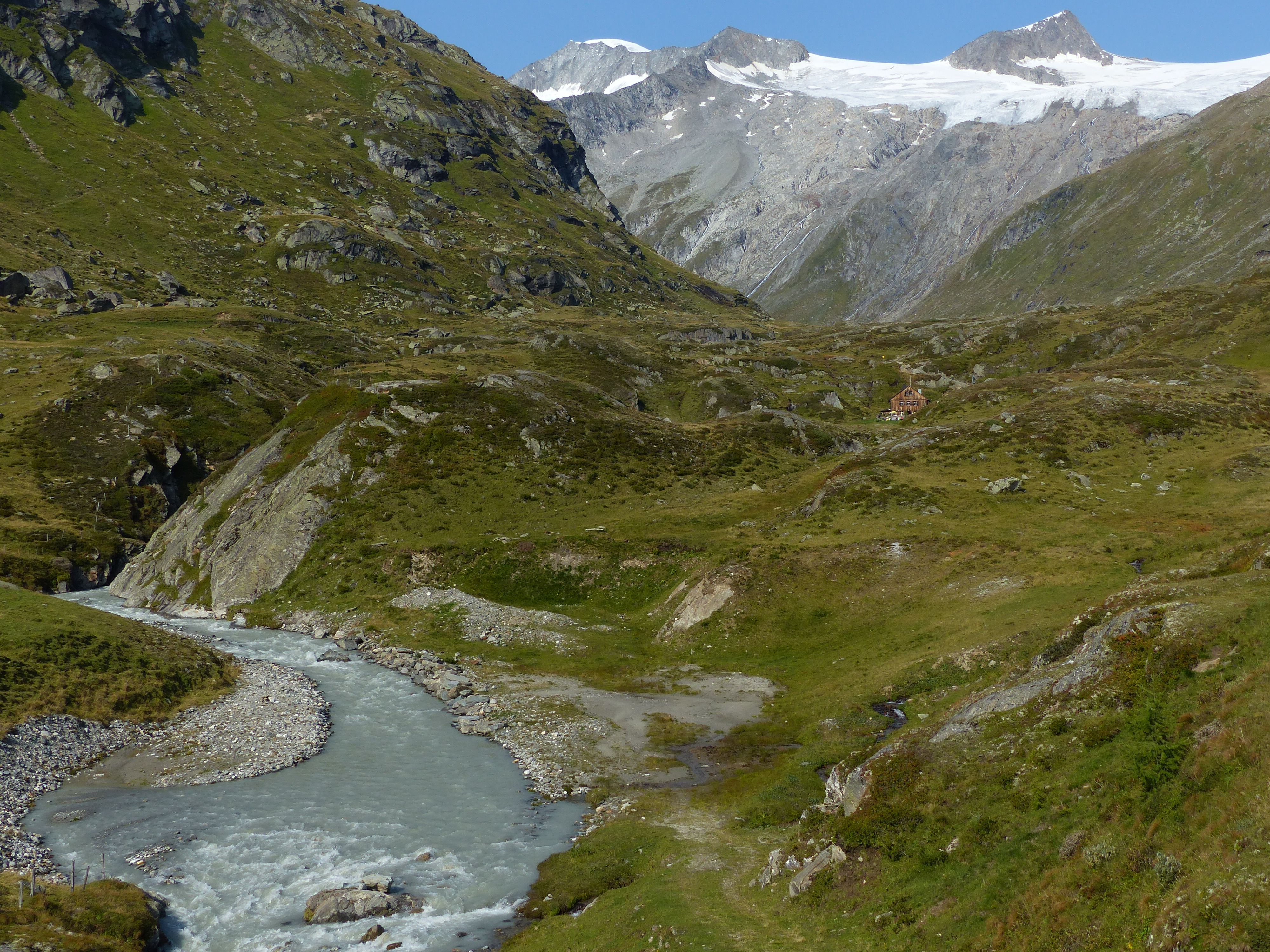
Dorferbach mit Johannishütte. Am Horizont von links nach rechts: Großvenediger, Hohes Aderl, Rainerhorn
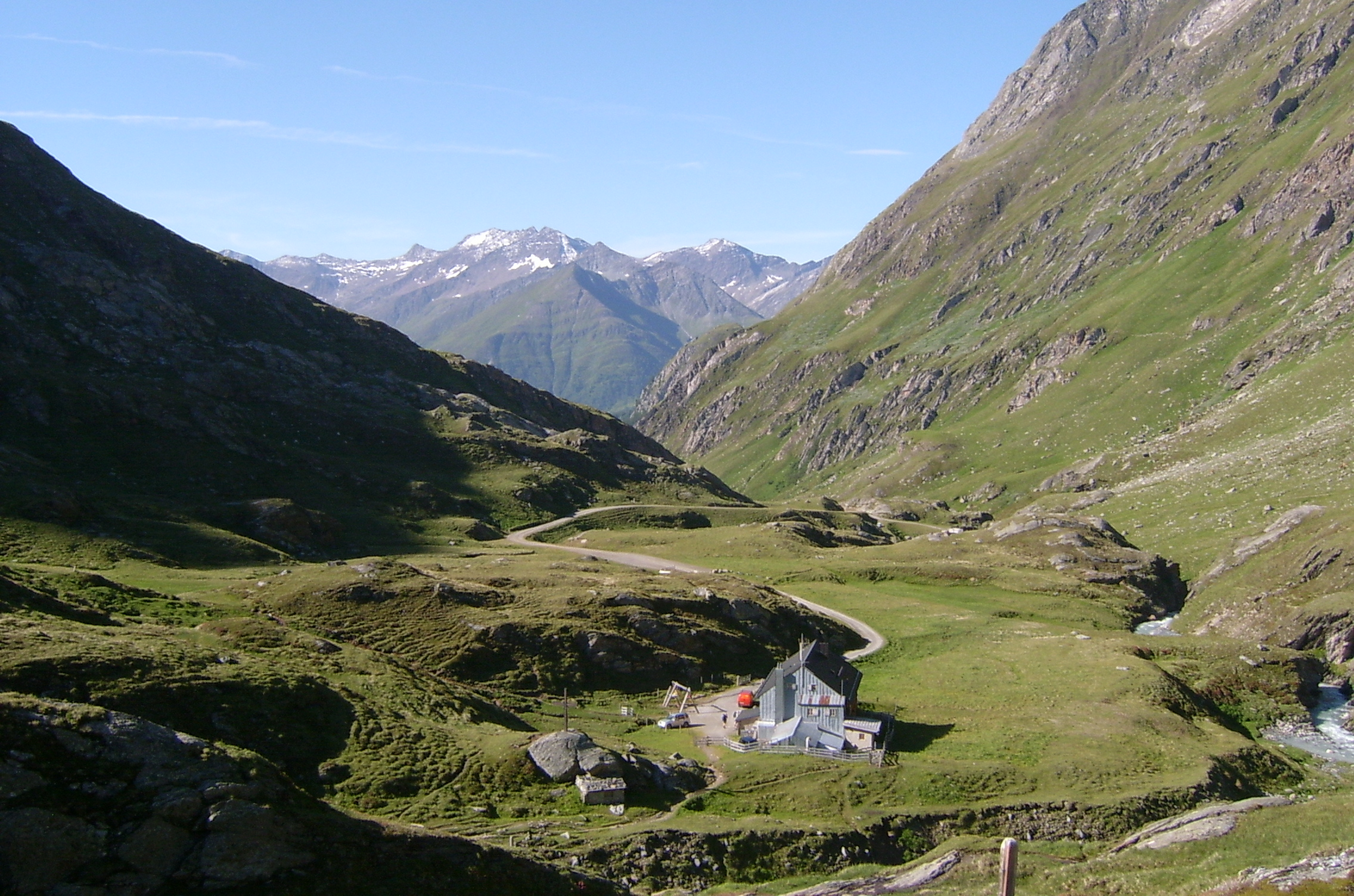
Die Johannishütte von oben, mit Lasörlinggruppe
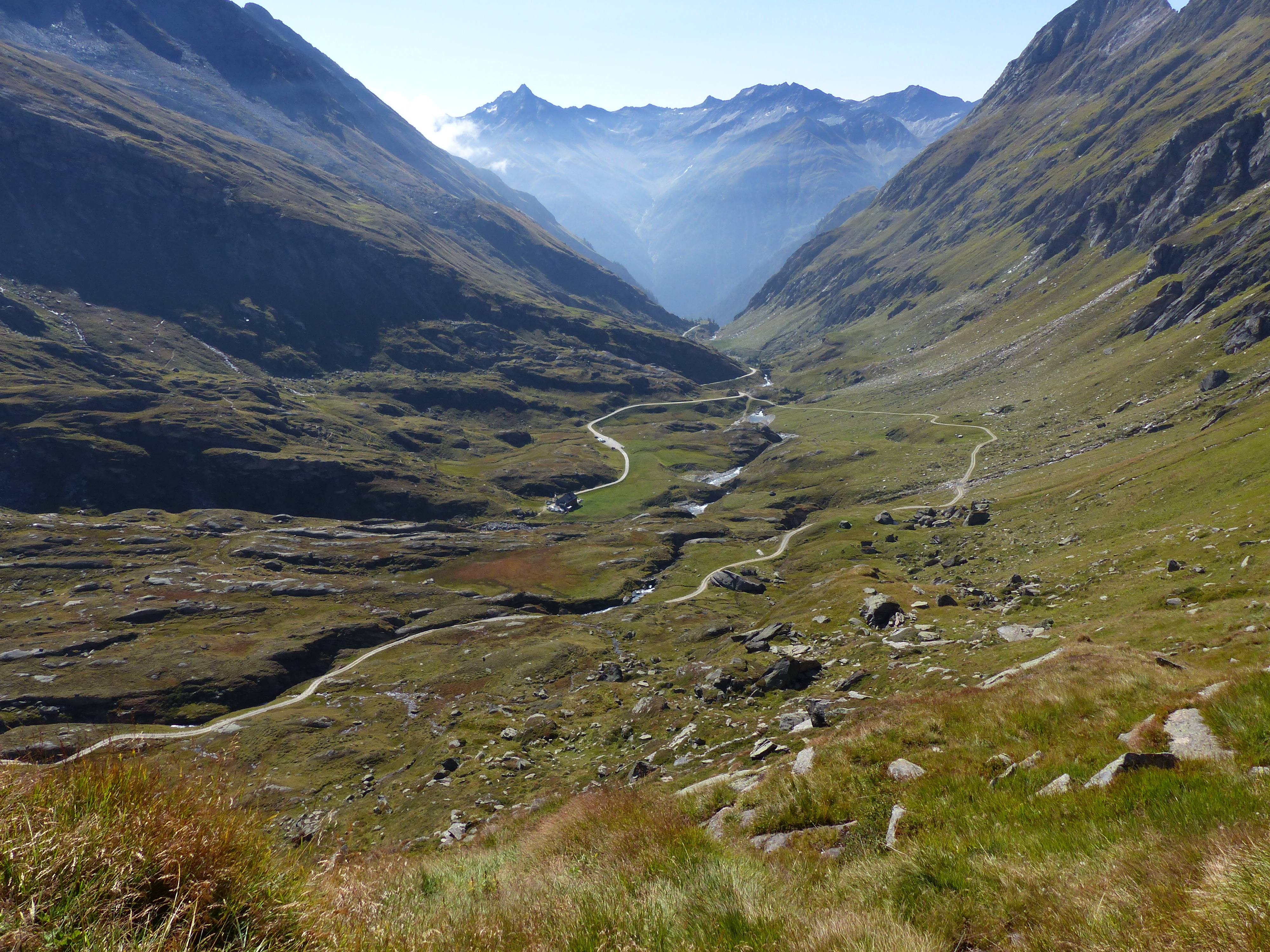
Dorfertal mit Johannishütte. Im Hintergrund der Lasörling

## Karten
- Alpenvereinskarte 36 Venedigergruppe (1:25.000)[5]